# Helvetia (Spiel)
Helvetia (Untertitel „Dörfer bauen – Paare trauen“) ist ein 2011 im Kosmos-Verlag erschienenes Brettspiel von Matthias Cramer für 2 bis 4 Spieler ab 12 Jahren. Die Grafiken wurden von Imelda, die Illustrationen und das Spielfiguren-Design von Franz Vohwinkel erstellt. Das Spiel führt die Spieler in die Schweiz des beginnenden 19. Jahrhunderts, wo sie nach dem Ende der napoleonischen Besatzung in entlegenen Tälern ihre Dörfer wieder aufbauen.

## Inhalt
- 1 Spielplan
- 5 rechteckige Plättchen „Dorfmitte“
- 54 quadratische Gebäudeplättchen
  - 15 Startgebäude, rückseitig gekennzeichnet mit den Buchstaben A bis E
    - je 3× Brunnenmeister, Getreidehof, Holzfäller, Steinmetz und Ziegelei

  - 11 Gebäude Stapel 1
    - je 3× Bergwerk, Kuh- und Ziegenstall
    - 2× Marktplatz

  - 13 Gebäude Stapel 2
    - je 2× Backhaus, Brauhaus und Eisenhütte
    - je 1× Gerberei, Glockengießer, Käserei, Metzgerei, Molkerei, Rinder- und Ziegenmarkt

  - 11 Gebäude Stapel 3
    - je 2× Spezerei

  - 4 Gebäude Stapel 4
    - je 1× Gemeindehaus, Kirche, Mühle und Wirtshaus
- 6 quadratische Sonderplättchen
- 10 quadratische Güterplättchen
- 1 Startspielerplättchen
- 24 Münzen, je 6 in den Farben blau, gelb, rot und weiß
- 68 Liefersteine, je 17 in den Farben blau, gelb, rot und weiß
- 64 Spielfiguren Dorfbewohner, je 8 männliche und weibliche in den Farben blau, gelb, rot und weiß
- 1 Aufkleberbogen mit 72 Aufklebern „Kinder“, die vor Spielbeginn unter die Spielfiguren geklebt werden.
- 1 Spielregel, mehrfarbig 8 DIN-A4-Seiten

## Beschreibung
Vor Spielbeginn erhält jeder Spieler das Spielmaterial in seiner Farbe sowie eine Dorfmitte. Reihum wählen die Spieler eines der Startgebäude bis jeder 3 verschiedene Startgebäude besitzt. Die übrigen Startgebäude werden nicht verwendet. Die Gebäude werden an die Kanten der Dorfmitte angelegt. Danach verteilen die Spieler abwechselnd 3 Paare auf ihre Gebäude, wobei auf jedes Gebäude eine Figur gesetzt wird. Von den verbleibenden 3 Figuren wird je eine auf die Schule, die Dorfmitte und ein Gebäude des linken Nachbarn gestellt. Die übrigen Spielfiguren wandern in den Vorrat des Spielers. Danach gibt jeder Spieler noch je eine Münze an seine beiden rechten Nachbarn, die diese in ihre Dorfmitte legen. Danach startet das eigentliche Spiel mit dem Spieler, der das letzte Gebäude wählte. Gespielt wird wie in der Schweiz üblich entgegen dem Uhrzeigersinn.
Reihum legen die Spieler nun eine oder mehrere Münzen auf eine der 5 Persönlichkeiten auf dem Spielplan und führen pro Münze eine der Aktionen aus, die diese Person ermöglicht. Dies sind:
- Baumeister: Der Spieler darf ein weiteres Gebäude an seine Dorfmitte bauen. Dazu müssen eigene wache Personen auf Gebäuden stehen, die die für den Bau notwendigen Güter produzieren. Ggf. muss dabei eine Produktionskette in Anspruch genommen werden. Es ist auch möglich für je 1 Münze weitere Baustoffe vom Baumeister zu erwerben. Anschließend werden die eingesetzten Figuren auf die Seite gelegt um ein Nickerchen zu machen.
- Fuhrmann: Der Spieler darf Waren an den Markt liefern. Auch dazu müssen eigene wache Personen auf Gebäuden stehen, die diese Güter produzieren, bzw. Produktionsketten in Anspruch genommen werden. Auch diese Figuren sind anschließend zu müde um noch weitere Aktionen durchzuführen
- Nachtwächter: Der Spieler weckt alle schlafenden Figuren in einem Dorfviertel auf. Sie stehen danach für neue Aktionen zur Verfügung
- Pfarrer: Der Spieler verheiratet eigene ungebundene Dorfbewohner, die in der Dorfmitte oder der Schule stehen in ein anderes Dorf, indem er sie zu einer Figur des anderen Geschlechts eines anderen Spielers stellt, die in einem Haus steht. Falls in der Dorfmitte eine Münze liegt, nimmt er sich diese als Mitgift. Münzen der eigenen Farbe kann er einsetzen, andere legt er in seine Dorfmitte.
- Hebamme: Der Spieler sorgt bei einem Paar im eigenen Dorf für Nachwuchs. Dazu stellt er eine seiner Figuren aus seinem Vorrat zu dem Paar, so dass das Kind auf dem Boden der Spielfigur zu sehen ist. Paare können dabei auch während des Schlafs Kinder bekommen und es gibt die volle Geburtenkontrolle, d. h. der Spieler kann bestimmen welches Geschlecht das Kind hat.

Die Runde endet sofort wenn nur noch ein Spieler Münzen besitzt. Dieser Spieler erhält das Startspielerplättchen für die nächste Runde. Die Spieler, die die meisten Münzen auf eine Persönlichkeit gesetzt haben, erhalten das entsprechende Persönlichkeitsplättchen. Dieses kann in der nächsten Runde für eine kostenlose Aktion eingesetzt werden. Die auf den Personen liegenden Münzen werden zurückgenommen. Kinder in Häusern werden in die Schule auf dem Spielplan gestellt. Kinder, die bereits in der Schule waren, werden in freie eigene Gebäude oder die Dorfmitte gestellt.
Anschließend stellen die Spieler fest wie viele Siegpunkte jeder besitzt. Siegpunkte gibt es für folgende Spielelemente:
- 4 bzw. 2 Punkte für den ersten und zweiten Spieler, der seine Dorfmitte vollständig mit Gebäuden umbaut hat
- Je 1 Punkt pro an den Markt gelieferte Ware
- Je 1 Punkt zusätzlich für den Spieler, der als erstes Bier, Brot, Eisen, Kühe oder Ziegen an den Markt geliefert hat
- Je 2 Punkte zusätzlich für den Spieler, der als erstes Butter, Felle, Fleisch, Käse oder Kuhglocken an den Markt geliefert hat
- 2× 4 sowie 2 und 1 Punkt zusätzlich für den Spieler, der als erster einen kompletten Produktionszweig an den Markt geliefert hat.
- je 1 Siegpunkt für ein Persönlichkeitsplättchen
- 1 Siegpunkt für das Startspielerplättchen.
- je 3 Siegpunkte für die Gebäude Gemeindehaus, Kirche, Mühle und Wirtshaus

Hat danach ein Spieler 20 oder mehr Punkte endet das Spiel, ansonsten wird weitergespielt.

## Regelabweichungen für Einführungsspiele
- Die 3 Startgebäude werden zugelost.
- Der Startspieler wird ausgelost
- Es wird ohne Personenplättchen gespielt.
- Das Spiel endet wenn ein Spieler 18 oder mehr Punkte hat.

## Regelabweichungen für 2 Spieler
- Der Startspieler wird ausgelost
- Eine 3. Dorfmitte wird für einen neutralen Spieler ausgelegt und darum 3 Gebäude platziert.
- In die neutralen Gebäude wird je 1 neutraler Dorfbewohner gestellt
- Die übrigen neutralen Dorfbewohner werden in die neutrale Dorfmitte gestellt
- Dorthin legt jeder Spieler eine seiner Münzen ebenso in die Dorfmitte des Mitspielers
- Eine Münze wird neben das neutrale Dorf gelegt
- Während des Spiels kann ein Spieler auch die Münze nehmen und die Aktionen Baumeister und Pfarrer für das neutrale Dorf ausführen, wobei die neutralen Dorfbewohner aber unermüdlich sind.
- Eine Runde endet wenn nur noch Münzen einer Farbe im Spiel sind.

## Besonderheiten
Die zweite Auflage erschien mit einem weiteren Aufkleberbogen „Hüte“, mit dem die männlichen Spielfiguren zur besseren Unterscheidbarkeit beklebt werden können.

## Auszeichnungen
- 2011: Swiss Gamers Award 3. Platz
- 2012: 5. Platz beim Deutschen Spielepreis
- 2012: International Gamers Award, nominiert in der General Strategy, Multi-Player category

## Erweiterungen
Zur SPIEL '11 erschien in einer Kooperation zwischen Kosmos und dem Österreichischen Spiele Museum das kostenlose Gimmick „Wanderarbeiter aus Österreich“.